# Sundalag

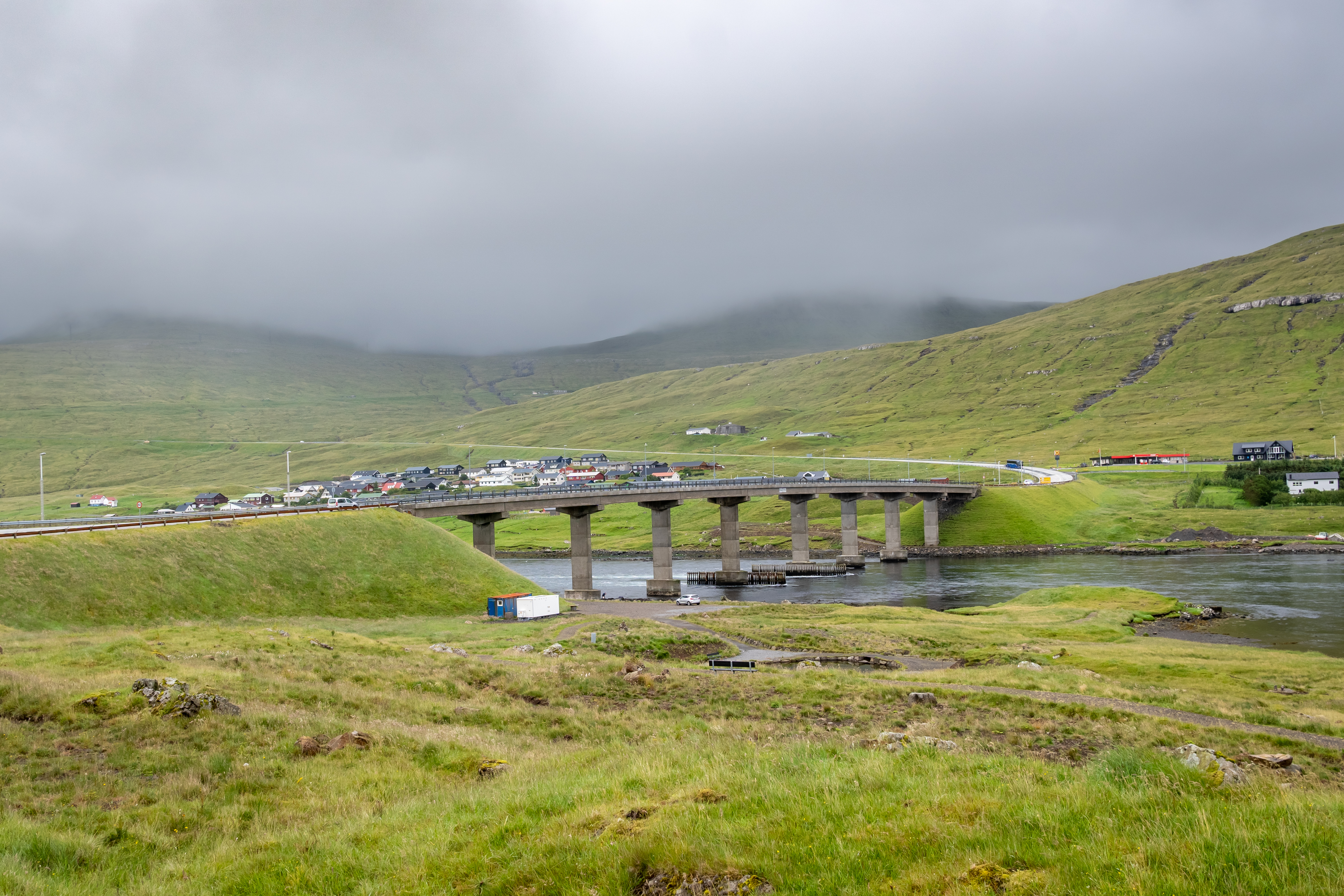
Die Streymin-Brücke zwischen Streymoy im Westen und Eysturoy im Osten verbindet seit 1973 an der schmalsten Stelle des Sundes die beiden Ufer des Sundalagið. Die Brücke bildet gleichzeitig die Grenze zwischen dem Dorf Oyrarbakki im Süden und dem Dorf Norðskáli im Norden.

Das Sundalag [ˈsʊntaˌlɛaː] bzw. Sundalagið [ˈsʊntaˌlɛaːjɪ] bezeichnet das Gebiet an beiden Ufern des Sundini, einer Meerenge der Färöer zwischen den Hauptinseln Streymoy und Eysturoy.
Orte am Sundalag sind auf Streymoyer Seite von Süd nach Nord: Kollafjørður, Hósvík, Við Áir, Hvalvík, Streymnes, Langasandur, Haldórsvík und Tjørnuvík. 
Auf Eysturoyer Seite von Süd nach Nord: Morskranes, Selatrað, Oyri, Oyrarbakki, Norðskáli, Svínáir, Ljósá und Eiði.
Größte Kommune in der Region ist die Sunda kommuna, die heute Gebiete auf beiden Inseln umfasst. Die Tórshavnar kommuna erstreckt sich auf Streymoyer Seite noch weiter in den Süden, ebenso wie die Sjóvar kommuna auf Eysturoyer Seite. Die Kommune Eiði im Norden Eysturoys schließlich, liegt vollständig im Sundalag.
Gemeinsam ist den Bewohnern auf beiden Seiten des Sunds ihr Dialekt der färöischen Sprache, der zum Eysturoy/Nordinseln-Dialekt zählt.